# Аниго, Жозе
Жозе Аниго (фр. José Anigo; род. 15 апреля 1961, Марсель) — французский футболист, спортивный директор и тренер. В качестве игрока выступал на позиции защитника.

## Биография
Жозе Аниго родился в Марселе 15 апреля 1961 года. В 1979 году начал профессиональную карьеру в клубе из своего родного города — «Олимпик Марсель», в его составе Аниго провёл восемь лет, за которые сыграл более 200 матчей во всех турнирах. После завершения карьеры футболиста он стал спортивным директором «Марселя», и в некоторые периоды своей работы занимал должность главного тренера этой команды из-за отсутствия полноценного кандидата на эту роль. Именно под руководством Аниго «Марселю» удалось дойти до финала Кубка УЕФА в 2004 году, в котором, однако, французская команда уступила «Валенсии». За время своей работы на руководящем посту в клубе он подписал контракты со некоторыми игроками, которые в будущем сыграли большое количество матчей за «Марсель», среди них были полузащитник Матьё Вальбуэна, вратарь Стив Манданда и защитник Николя Н’Кулу. В дальнейшем работал в тунисском клубе «Эсперанс», а также греческих «Левадиакосе» и «Паниониосе». В октябре 2019 года Аниго был назначен на должность главы скаутской службы в английском клубе «Ноттингем Форест». В июне 2020 года покинул этот клуб.